# Écomusée Staro selo à Sirogojno
L'écomusée Staro selo à Sirogojno (en serbe cyrillique : Музеј на отвореном „Старо село“ у Сирогојну ; en serbe latin : Muzej na otvorenom „Staro selo“ u Sirogojnu) se trouve à Sirogojno, dans la municipalité de Čajetina et dans le district de Zlatibor, en Serbie. En raison de sa valeur patrimoniale, il est inscrit sur la liste des monuments culturels d'importance exceptionnelle de la république de Serbie (identifiant no SK 523).
« Staro selo » est un écomusée créé en 1980. Il présente l'architecture, la décoration intérieure des bâtiments, la manière de travailler et d'organiser la vie familiale des habitants des régions montagneuses et vallonnées de la région dinarique de région de Zlatibor,.
Il couvre une superficie de 5 hectares et regroupe en hameau environ 50 bâtiments qui ont été délogés et transférés des villages environnants de Zlatibor. Afin de protéger la culture matérielle du passé, l'écomusée propose aussi des ateliers de fabrication artisanales, des boutiques de souvenir ainsi que des installations pour accueillir les visiteurs.
Le village-musée est situé à proximité immédiate de l'église Saint-Pierre-et-Saint-Paul et de son cimetière, qui font partie intégrante de l'ensemble protégé.

## Historique
Le premier écomusée a été créé en Suède à Skansen en 1891. La création de ce musée est apparue comme une conséquence de l'intérêt croissant pour l'architecture rurale traditionnelle et le mode de vie traditionnel, qui a été remarqué lors des expositions mondiales de Paris et de Vienne. Peu de temps après, un grand nombre de centres culturels ont été créés pour préserver et présenter la tradition à travers la Scandinavie et l'Europe occidentale. Dans la seconde moitié du XXe siècle des musées de ce genre ont été créés dans les pays d'Europe orientale, mais aussi sur d'autres continents.
Le transfert, l'installation et la reconstruction des bâtiments en de Zlatibor dans le « vieux village » ont commencé selon le projet de l'architecte Ranko Findrik et de l'Institut pour la protection du patrimoine de la république de Serbie en 1980, à l'initiative des artisans de Sirogojno ; le projet été réalisé avec la collaboration de Dobrila Vasiljević-Smiljanić, une créatrice de vêtements en laine tricotés à la main, de l'ehnologue Bose Rosić, des institutions publiques compétentes et de nombreux associés.
L'institution du Musée en plein air (en serbe : Muzeja na otvorenom) a été constituée en 1992 ; elle exerce ses activités conformément aux dispositions de la Déclaration du Conseil international des musées (ICOM).
Une Commission du gouvernement serbe et le Conseil national pour la culture ont reconnu le travail de cette institution et le musée a été déclaré institution culturelle d'importance nationale de la république de Serbie. En 2012, le musée a reçu un prix spécial de l'Union européenne dans le domaine du patrimoine, dans la catégorie éducation et éveil des consciences pour le projet « Maisons de Zlatibor du XIXe siècle à nos jours ».

## Exposition permanente

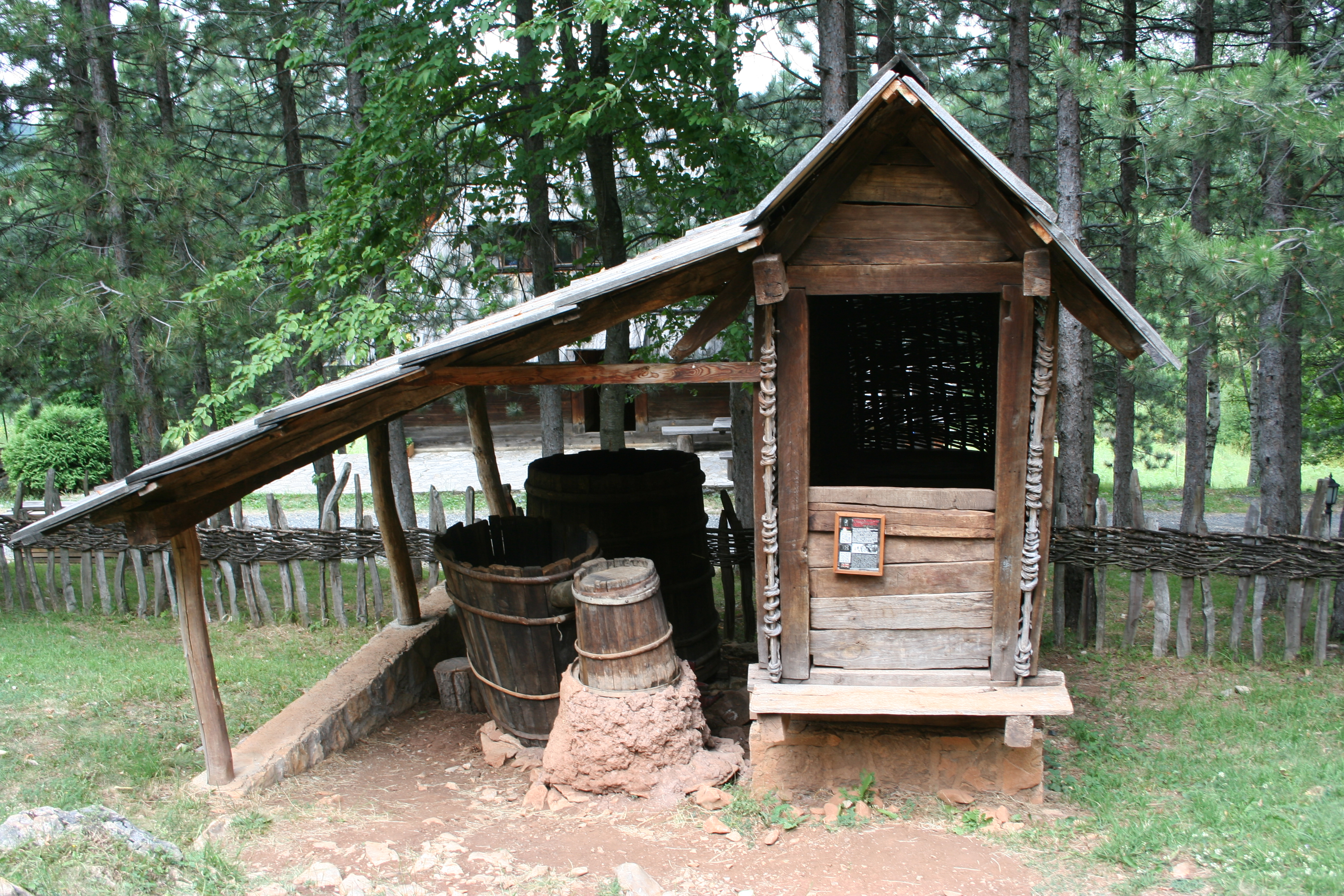
Un séchoir à maïs.

### Maisons et installations rurales
La cabane en bois dinarique est essentiellement rectangulaire et elle repose sur des fondations en pierre. Les murs sont constitués de rondins taillés et posés horizontalement les uns sur les autres ; dans les angles se trouve une jonction croisée caractéristique (en serbe : ćert). Le toit à quatre pans est haut et pentu ; il est recouvert de paille, de bardeaux ou de pierre ; sur le toit sont pratiquées des ouvertures (en serbe : badža, qui permet d'évacuer la fumée hors de la maison. Au centre du toit se trouve une cheminée particulière appelée kapić, qui est de forme conique et qui est sculptée à son sommet. La maison est dotée de deux portes situées à l'opposé l'une de l'autre.
L'exposition permanente consiste en deux « propriétés » (en serbe : lang|sr|okućnica) typiques des monts Zlatibor, avec leurs bâtiments résidentiels et leurs lieux de travail, telles qu'en possédaient les familles rurales dans la seconde moitié du XIXe siècle et au début du XXe siècle. La partie économique des propriétés consiste en des bâtiments pour le stockage, pour la transformation des fruits et pour l'hébergement du bétail.
La première propriété compte une maison familiale (maison principale I) en deux parties ; elle est dotée d'un haut toit à quatre pans ; à côté de la maison se trouvents des vajats dans lesquels les jeunes couples mariés dormaient et gardaient leurs effets personnels ; la propriété abrite aussi une laiterie, un four à pain, un séchoir à maïs, une grange et un poulailler. La seconde propriété compte également une maison familiale en deux parties (maison principale II) avec un haut toit à quatre pans ; à côté se trouvent des vajats, une laiterie, deux grandes, un koš (sorte de cellier) doté d'un porche, un moulin à huile et un puits garde-manger.
Les cabanes de bergers forment une unité séparée. Elles étaient construites dans la montagne, là où les bergers passaient principalement leur temps avec leurs troupeaux. Ces bâtiments incluent deux chalets  (en serbe : koliba) qui ressemblent à une maison mais sont plus petits et dotés de moins d'équipements, ainsi qu'une hutte mobile sur traîneau (en serbe : kućer), qui se présente comme un lit sur une luge et qui permettait au berger d'être à proximité de son troupeau en toutes circonstances. Une kulača (sorte d'habitation conique) a été reconstruite près des cabanes.

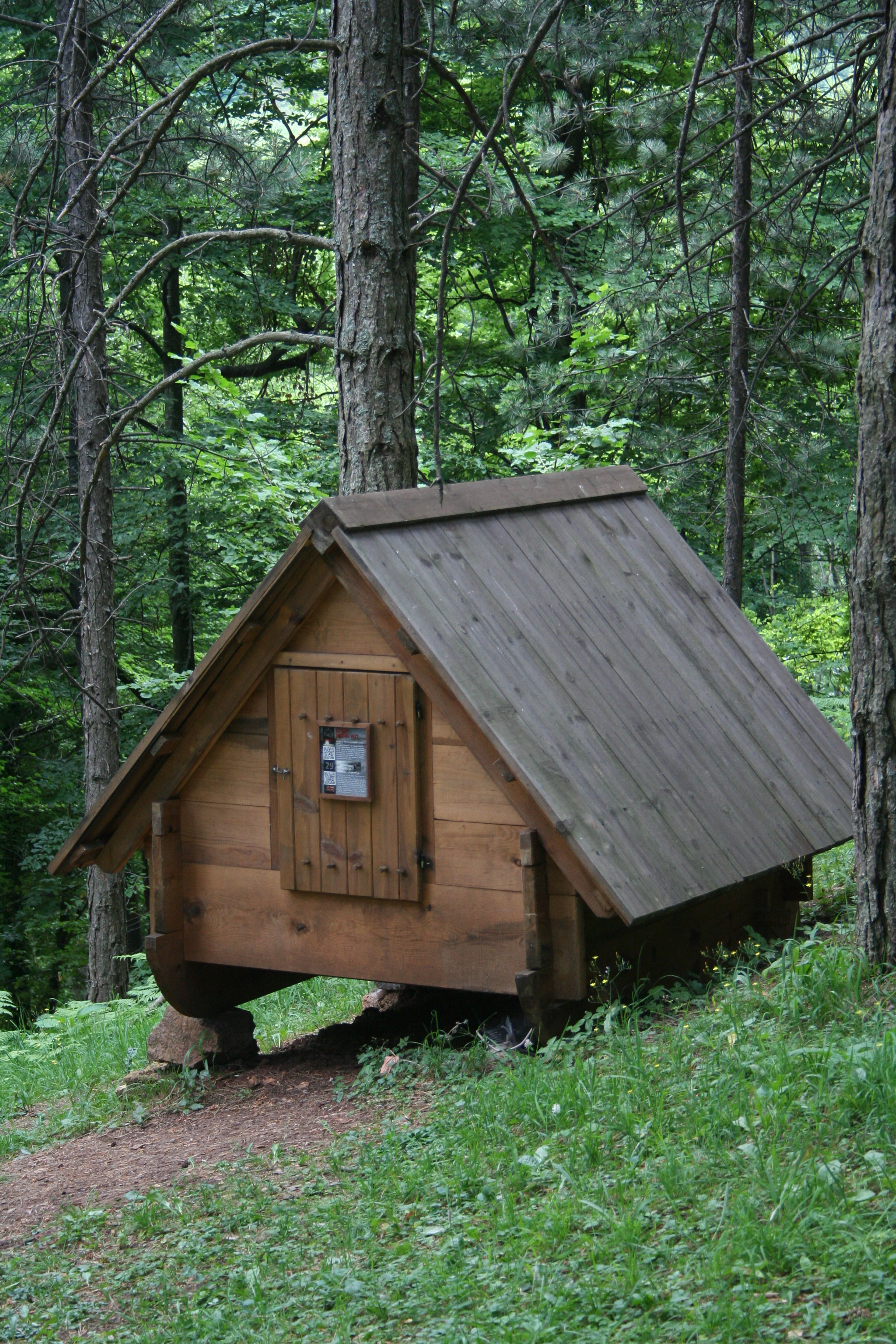
Hutte de bergers sur traîneau.

### Ateliers d'artisans

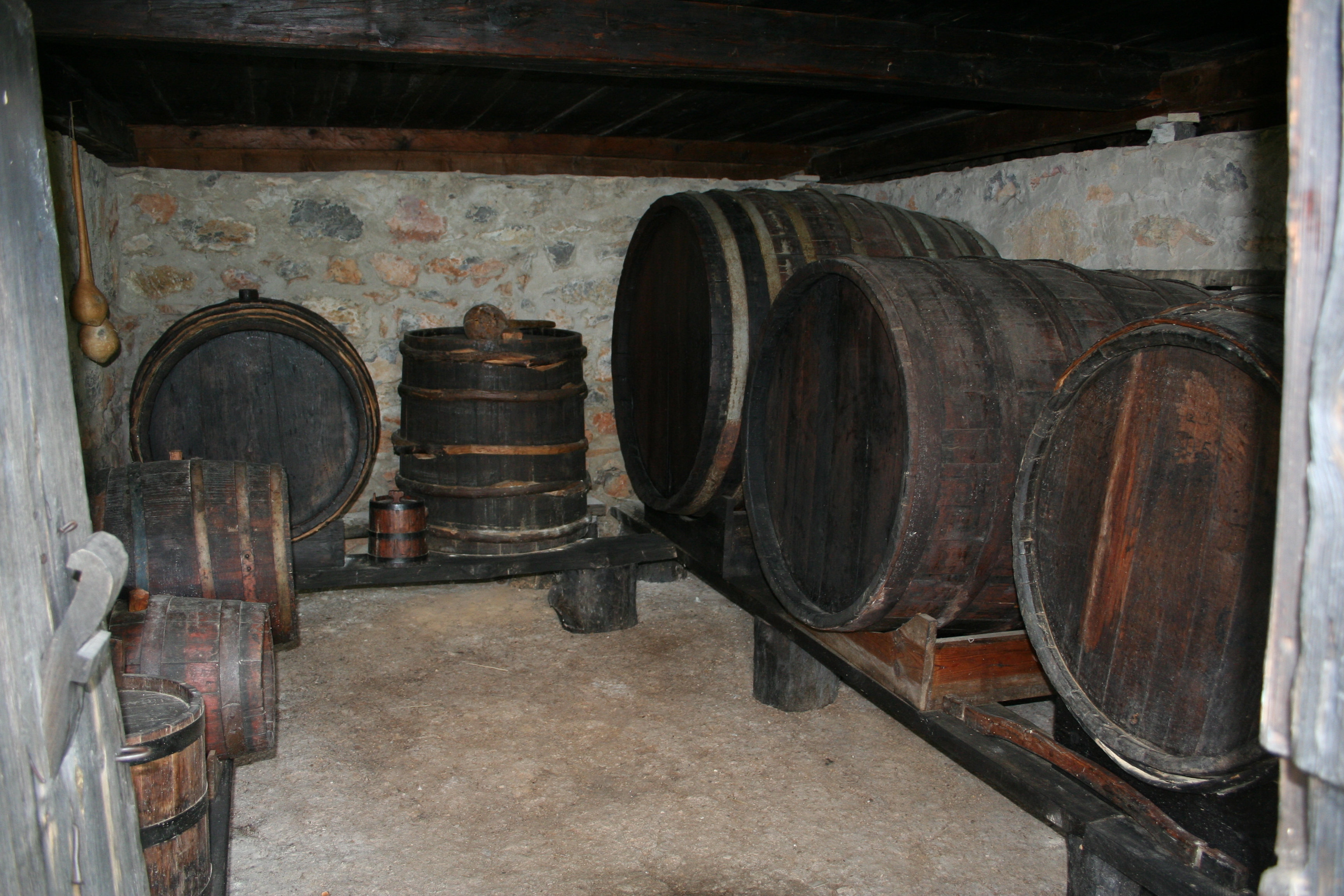
Tonneaux.

Les artisans des villages des monts Zlatibor s'employaient à satisfaire les besoins fondamentaux des populations locales. Comme la région tout entière foisonnait de toutes sortes d'essences d'arbres (pin, sapin, épicéa, chêne, hêtre, frêne, érable, orme, bouleau, noisetier), le bois a été exploité de manière diverses, notamment pour la construction des habitations et des installations connexes à usage économique. La plupart des ustensiles domestiques (plats pour préparer ou stocker la nourriture), des outils agricoles, des moyens de transport pour les biens et les personnes ont été fabriqués par des charpentiers et des sculpteurs sur bois, des tonneliers, des charpentiers, des vanniers et des fabricants de calebasses en bois. D'autres artisans transformaient l'argile, fabiquaient les textiles, traitaient le cuir ou travaillaient le métal, développant ainsi la poterie, le tissage, la cordonnerie et le forgeage, ainsi que la production de goudron et de chaux.
Quelques métiers artisanaux sont particulièrement mis en valeur, comme celui du tonnelier. La fabrication des tonneaux exigeait un grand nombre outils (scies, haches,couteaux, tours, marteaux, râpes de différentes tailles) ; ils étaient faits en chêne, en mûrier, en pin ou en faux acacia ; ils permettaient notamment de stocker le kajmak (une sorte de crème), le fromage, la nourriture pour l'hiver et la rakija. 

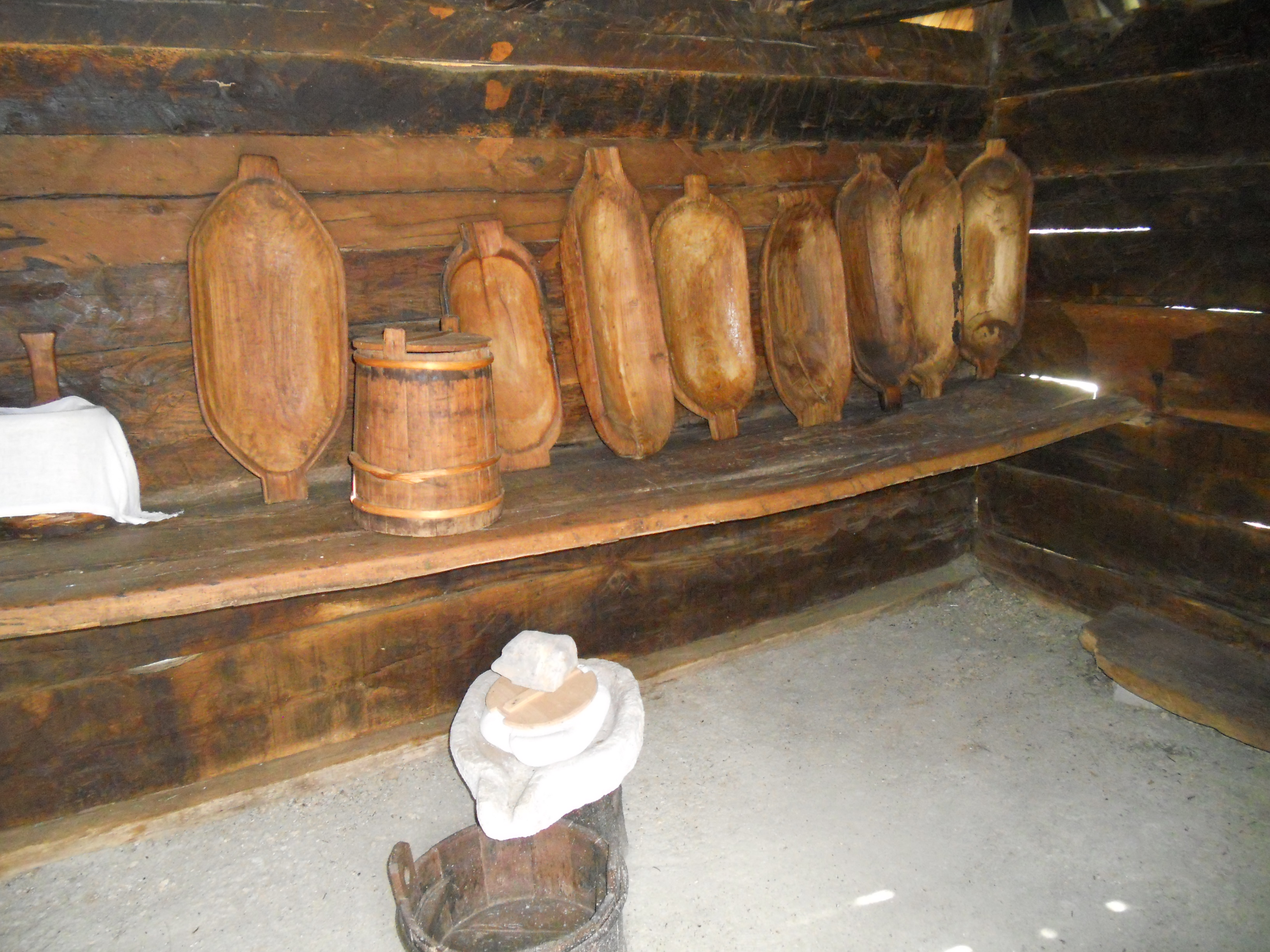
Tonneau et gourdes en bois.

L'atelier de poterie de « Staro selo » part du façonnage de l'argile ; après le façonnage vient la décoration ; cette ornementation est réalisée avec un poinçon ou un couteau. Le plus souvent, les ornements géométriques (points, ondulation, encoches ou lignes obliques) sont sculptés sur l'argile encore non séchée, tandis que le gaufrage s'effectue généralement sur le bord des objets ou au niveau de la poignée.En plus de l'esthétique, les décorations en relief ont une fonction pratique, car elles donnent de la stabilité aux grandes pièces. Après façonnage et décoration, les objets sont séchés ; en été, ils sèchent pendant deux à neuf jours au soleil, selon leur épaisseur. La cuisson constitue la dernière partie de la fabrication de la poterie ; les objets sont empilés et recouverts de bois à haute teneur calorique et, selon leur épaisseur, ils sont exposés à des températures de 600 à 700 C°. La cuisson prend une heure ou deux et s'achève lorsque les objets deviennent blancs à cause de la chaleur ; s'ils ne sont pas suffisamment cuits, ils peuvent être trempés dans de l'eau bouillante dans laquelle de la farine de maïs a été préalablement mélangée afin d'obtenir la résistance requise.

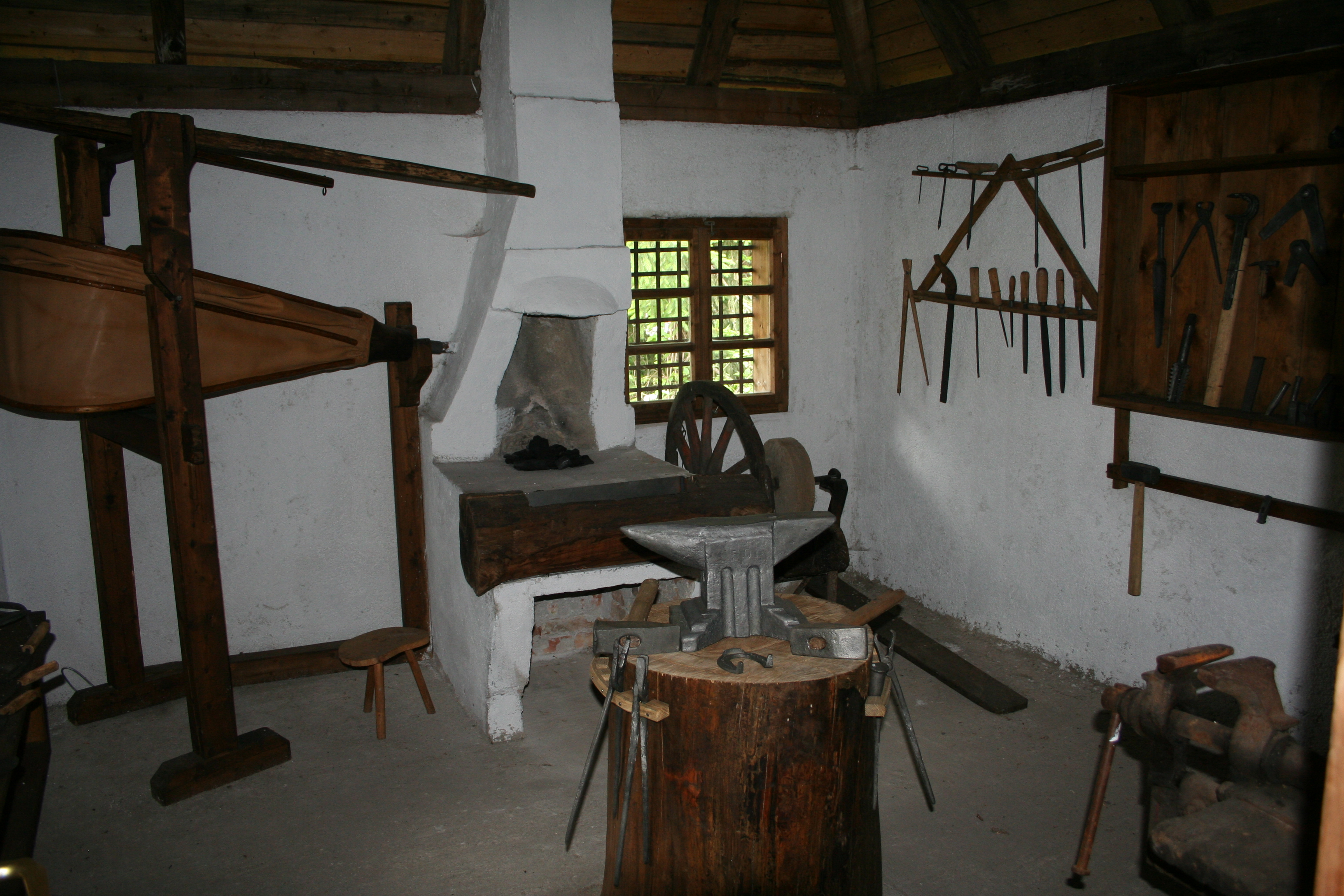
L'atelier du forgeron.

L'atelier du forgeron est situé dans une partie reconstruite du musée. En Serbie, le travail du fer, connu dès le XIVe siècle av. J.-C. et prospère au temps de la Serbie médiévale, est devenu, après la conquête ottomane, l'apanage des seuls musulmans ; une des explications à cela tient au fait que les forgerons fabriquaient également des armes. À Sirogojno, le foyer de la forge, appelé viganj, est construit en briques et conduit à une cheminée ; en face du foyer se trouve un baquet avec de l'eau ; au centre de l'atelier se trouve un socle en bois et une souche d'arbre dans laquelle une enclume est encastrée. Parmi les autres outils de la forge, on peut citer des marteaux, des maillets et des béliers de différentes tailles, des pinces, des ciseaux et des cisailles. Des scies à métaux à main sont fixées sur l'établi. L'atelier produit des charrues, des couteaux spéciaux, des haches, des houes, des pelles, des marteaux de forgeron et des chaînes.
Depuis 2012, l'exposition du musée inclut également une salle de classe reconstituée.

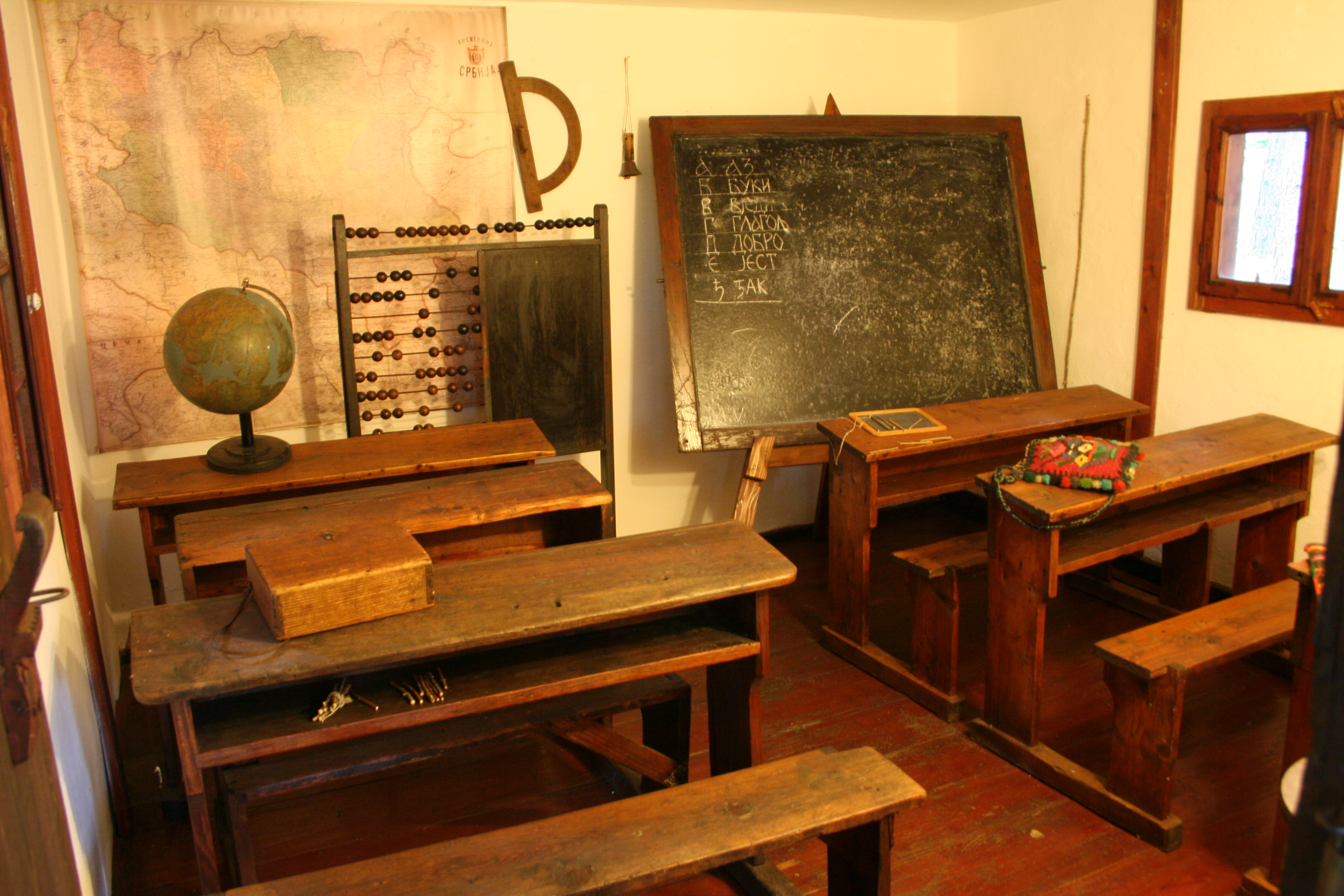
La salle de classe reconstituée de « Staro selo ».

Tous les bâtiments sont équipés de meubles authentiques.

### Bâtiments principaux en images
|       |        |                           |                                  |                                                                      |
| Image | Détail | Nom                       | Datation                         | Remarque                                                             |
|       |        | Maison principale I       | 1882.                            | Appartenait à la famille Lazović d'Alini Potok.                      |
|       |        | Séchoir à maïs            |                                  | Transféré de Drenova.                                                |
|       |        | Vajat avec porche         | 1890                             | Appartenait à la famille Nikolić d'Alini Potok.                      |
|       |        | Laiterie                  | 1920                             | Appartenait à la famille Dabić d'Alin Potok.                         |
|       |        | Vajat                     | 1845                             | Appartenait à la famille Dobrosavljević de Draglica.                 |
|       |        | Four à pain               | 1845                             | Reconstruit sur le modèle d'un bâtiment du village de Jablanica.     |
|       |        | Vajat                     | 1901                             | Appartenait à la famille Marković de Željine.                        |
|       |        | Vajat-chambre             | 1903                             | Appartenait à la famille Sekulić de Čičkovo.                         |
|       |        | Puits-garde-manger        |                                  | Bâtiment reconstruit.                                                |
|       |        | Maison principale II      | 1891                             | Appartenait aux familles Jovanović et Vraničić du village de Stublo. |
|       |        | Kačara                    |                                  | Appartenait à la famille Luković d'Arilje.                           |
|       |        | Mišana (séchoir à prunes) | Avant la Seconde Guerre mondiale | Appartenait à la famille Sekulić de Čičkovo.                         |
|       |        | Étable                    |                                  | Appartenait à la famille Didanović de Jablanice.                     |

## Église Saint-Pierre-et-Saint-Paul

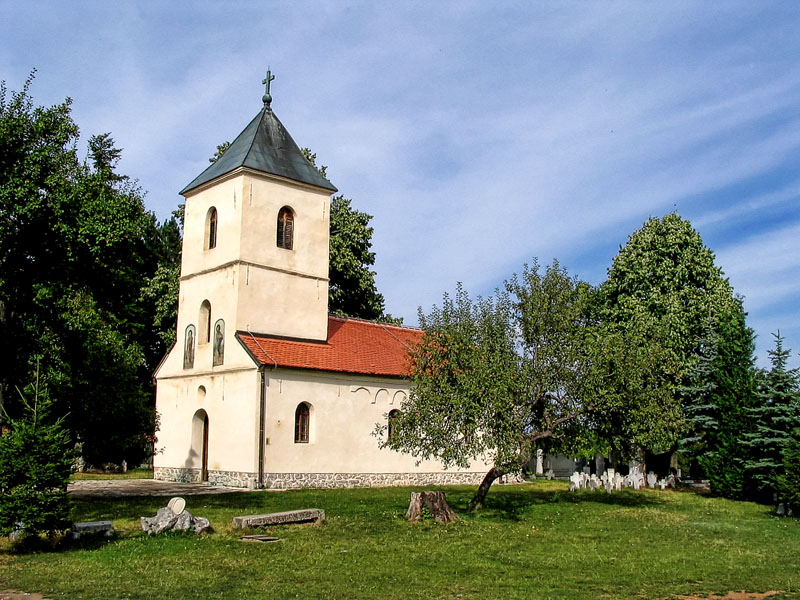
Vue de l'église.

L'église, dédiées aux apôtres saint Pierre et saint Paul, est située sur une colline au centre du village. Construite en 1764, elle est constituée d'une nef unique, sans dôme ; un clocher domine la façade occidentale ; cette façade est ornée d'un pignon.
L'iconostase a été peinte par Simeon Lazović (vers 1745-1817) dans un style néo-byzantin ; ces icônes datent également de 1764.

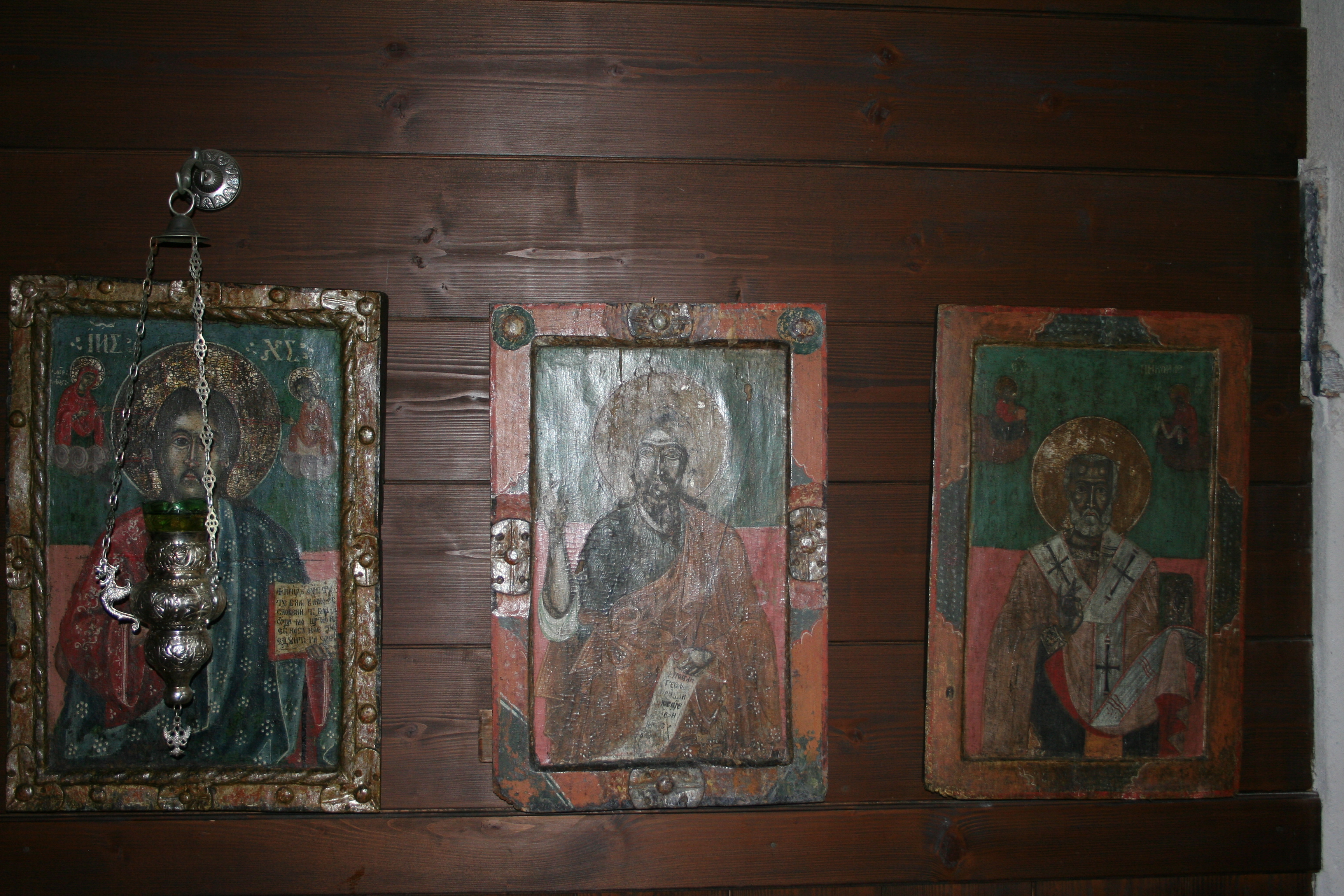
Détail d'icônes de l'iconostase.

## Accueil des visiteurs

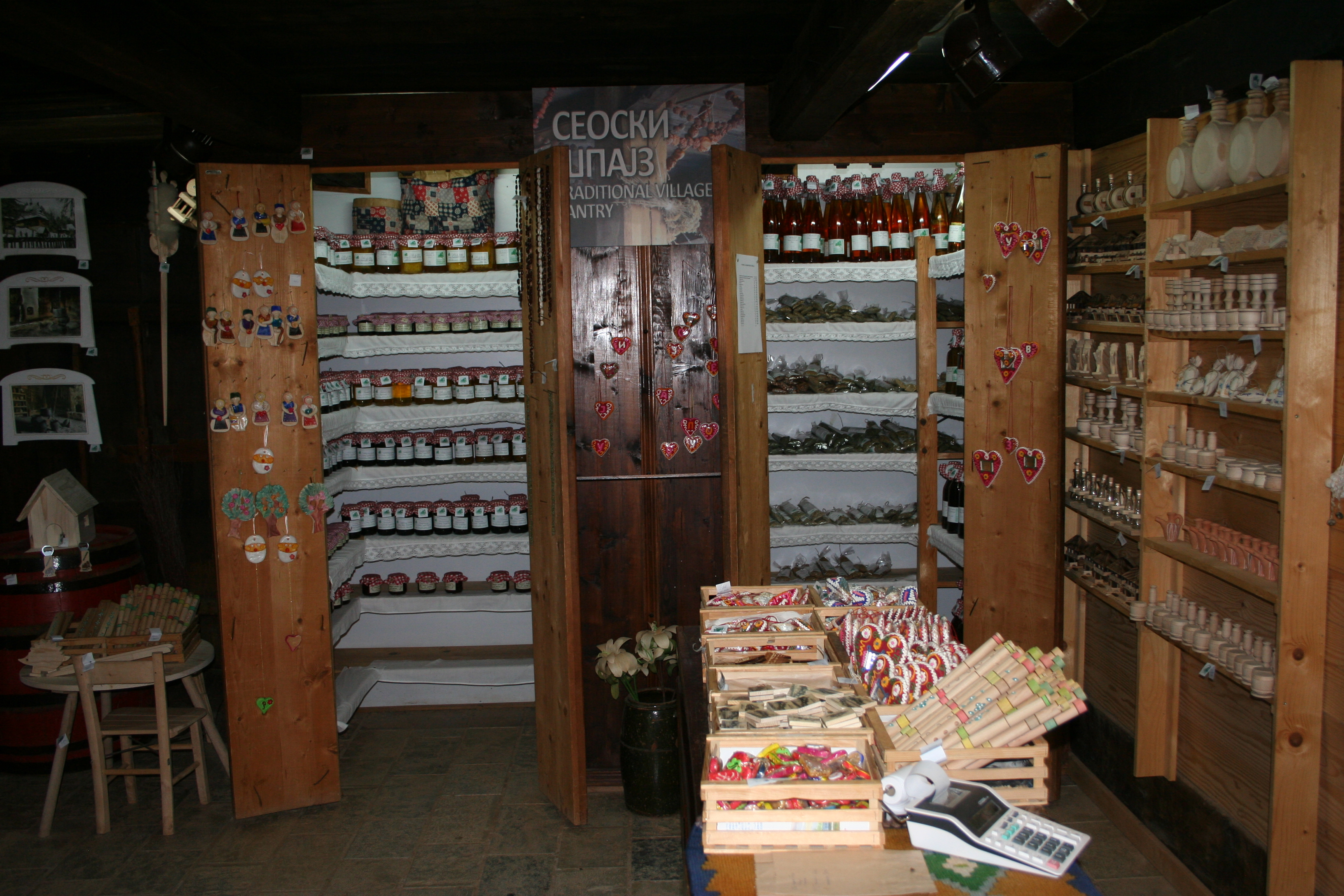
La boutique de souvenirs.

Une auberge (krčma) propose à tous les visiteurs des produits typiques de la région de Zlatibor : fromage, kajmak (sorte de crème), jambon sec (pršuta), pogača (sorte de pain) au sarrasin etc. Sur réservation ou pour les participants à un programme, la table peut comprendre de l'agneau grillé, le pasulj « prebranac » (sorte de soupe de haricots blancs ou rouges avec des fèves et du lard), le farci d'agneau (jagnjeće sarmice), des tartes diverses et le gâteau « Staro Selo » ; on y sert des boissons traditionnelles comme la vodnjika (une eau dans laquelle ont fermenté des herbes médicinales et des fruits non traités), la rakija ainsi que des tisanes préparées avec des herbes locales.
Près de l'auberge, sept cabanes en bois typiques des monts Zlatibor ont été adaptées aux besoins du confort moderne. Elles possèdent de deux à cinq lits pour un total de 29 lits. Elles sont destinées aux participants au programme du musée mais font également partie de l'offre touristique de Zlatibor.
Une boutique propose à la ventes des produits fabriqués localement. On y trouve notamment des herbes médicinales et des préparations à base de plantes ainsi que objets artisanaux fabriqués localement qui reproduisent les objets exposés dans le musée. On y trouve aussi des conserves alimentaires et des boissons typiques de la région.

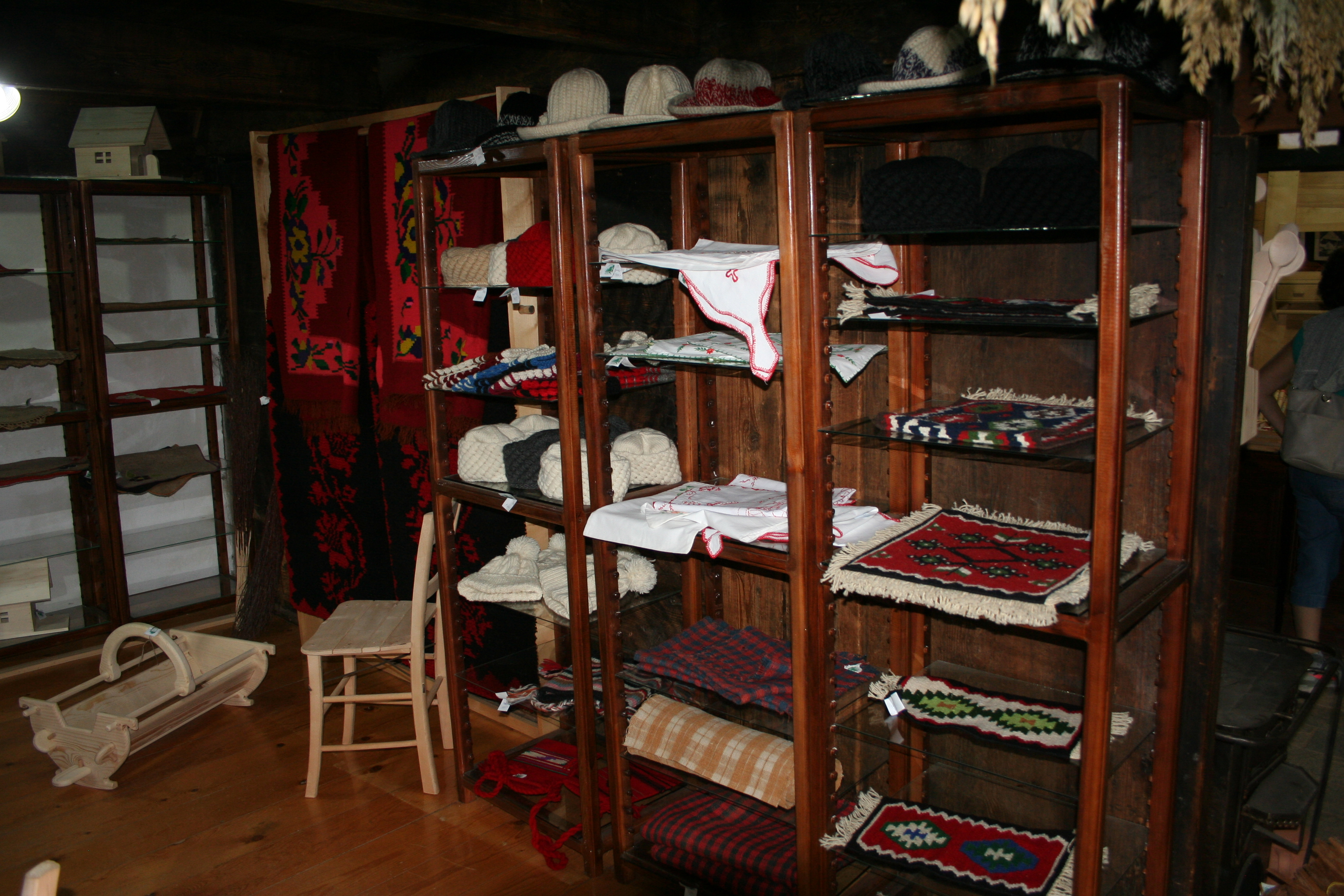
Autre vue de la boutique.